# 2022 en Syrie
Cet article présente les faits marquants de l'année 2022 par pays en Asie.

## Évènements
- 20 janvier : des militants de l'EIIL attaquent la prison d'Al-Sina'a dans la ville syrienne d'Al-Hasakah, libérant des prisonniers et provoquant des affrontements qui tuent 67 personnes.
- 3 février : Abu Ibrahim al-Hashimi al-Qurashi, le chef de l'État islamique, meurt lors d'un raid du Commandement des opérations spéciales conjointes des États-Unis à Atme, dans le gouvernorat d'Idlib, en Syrie. Qurayshi a fait exploser une bombe qui l'a tué ainsi que douze autres personnes, dont des membres de sa propre famille[1].
- 24 février : Israël tire plusieurs missiles vers Damas en Syrie. Trois soldats syriens sont tués.
- 11 octobre : début des combats d'Afrine et al-Bab.
- 20 novembre : frappes de l'armée de l'air turque contre les positions des Forces démocratiques syriennes dans le nord de la Syrie.